# No homo
«No homo» es una frase coloquial en inglés utilizada al final de una oración para afirmar que la declaración o acción del hablante no tiene intenciones homosexuales. La frase también se añade a una declaración para evitar un posible «doble sentido» homosexual.

## Historia
La frase se originó en Harlem, Nueva York, como una forma de contrarrestar cualquier error o indiscreción sexual o de género en las letras de canciones. Joshua Brown en el Journal of Homosexuality afirma que «la frase "no homo" surgió en las letras de hip-hop de los años 1990 como una interjección discursiva para negar supuestas transgresiones sexuales y de género.» El uso de «no homo» en un contexto lírico actúa como una maniobra preventiva para desviar ataques contra la masculinidad o el estatus heterosexual del artista. En este contexto, «"no homo" no necesariamente aborda la homosexualidad, sino que crea una defensa verbal en el campo de batalla musical lleno de simbolismo. [Los músicos] saben que una letra que sea "inadvertidamente gay" es material para un ataque verbal de otro contra su masculinidad dentro de la cultura del hip-hop. En un intento de evitar su propia desmasculinización, los músicos anticipan esos ataques a su masculinidad».

## Uso de la frase
Como ocurre con muchos aspectos de la cultura del hip-hop, el uso de «no homo» se ha integrado en el lenguaje cotidiano de inglés norteamericano. Una razón para esto, según Brown, es que la integración y recepción de la frase específica «no homo» en el dialecto conversacional del inglés norteamericano fue sencilla, en parte debido a su resonancia fonética. Debido a su asociación con la exhibición de hipermasculinidad, la académica Deborah Cameron argumenta que el uso de esta frase por parte de hombres jóvenes demuestra cómo «el género debe ser constantemente reafirmado y mostrado públicamente mediante la realización repetida de actos particulares conforme a las normas culturales».
Un análisis de 2018 de 396 tuits que contenían «no homo» encontró que, aunque la frase a veces se usaba como un insulto contra aquellos que expresaban comportamientos no heteronormativos, era más comúnmente utilizada en tuits sobre gustos personales o amistades entre personas del mismo sexo, donde «no homo» defiende contra acusaciones de afeminamiento o homosexualidad.: 10 
El uso de «no homo» entre mujeres es mucho menos común.: 1  Brown señala que «las mujeres pueden y usan "no homo", aunque los casos son notablemente menos frecuentes» porque no es inaceptable que una mujer cometa una transgresión de género o muestre feminidad a través de sus modos de hablar. La artista de hip-hop Nicki Minaj usó la frase en su canción «Baddest Bitch», declarando en la letra: «Y si él quiere un poco de coño, eso es un no-no / Solo jodo a perras malas, no homo».
Hay casos de personas LGBT que usan «no homo», aunque a menudo lo hacen de manera más ambigua o crítica, lo que no reduce las cualidades homofóbicas. Por ejemplo, podría ser usado por un hombre gay «al elogiar la apariencia de un hombre heterosexual... distanciando el cumplido de un avance sexual, cuando un hombre gay se siente amenazado o busca protegerse de malentendidos». En estos casos, la frase se usó como una medida protectora ante un malentendido legítimo o como un comentario irónico sobre la frase misma.

## Crítica a la frase
Varios comentaristas sociales han criticado el uso de «no homo» tanto en el hip-hop como mainstream. Se ha dicho que la frase «mantiene una relación poco saludable con la homosexualidad, una relación basada en el miedo». El comentarista de Fox News, Marc Lamont Hill, instó a la comunidad del hip-hop a dejar de usar «no homo» en su música.
El columnista de Slate, Jonah Weiner, señala que varios artistas de hip-hop (como Cam'ron y Lil Wayne) cultivan una imagen pública extravagante y camp mientras abrazan la homofobia, pero decir «no homo» puede ayudar a expandir los conceptos establecidos de masculinidad y desafiar el statu quo.

## Usos notables
- En 2008, los artistas de hip-hop Nicki Minaj y Lil Wayne usaron el término «no homo»: Minaj en la canción «Baddest Bitch» de su mixtape Sucka Free y Wayne en la canción «Lollipop» de su álbum Tha Carter III.[3]
- En 2011, The Lonely Island hizo una parodia de la expresión con su canción «No Homo» publicada en su álbum Turtleneck & Chain. La canción comienza con el uso estándar del término y se amplía hasta llegar a utilizarse tras declaraciones cada vez más descaradamente homosexuales, como «He estado pensando en follarme a un tipo (no homo)».[n. 2][8]
- En 2013, Roy Hibbert de los Indiana Pacers generó controversia después de usar el término en una entrevista posterior al partido tras un juego de playoffs contra los Miami Heat. Hibbert fue multado con 75 000 dólares por la NBA por sus comentarios.[5][9][10] Hibbert dijo: «El impulso podría haber cambiado ahí mismo si [James] hubiera conseguido un mate fácil (...) Estábamos a... ¿ya era el Juego 3? La verdad es que sentí que le fallé a Paul a la hora de apoyarlo cuando LeBron anotaba en el poste o llegaba a la zona, porque él me agotó mucho. No homo»[n. 3][11] Hibbert luego se disculpó por el comentario y otra obscenidad que usó durante la conferencia de prensa en un comunicado emitido por los Pacers: «Me disculpo por los comentarios insensibles hechos durante la conferencia de prensa posterior al partido después de nuestra victoria sobre Miami el sábado por la noche», dijo Hibbert en el comunicado emitido por los Pacers. «Fueron irrespetuosos y ofensivos y no reflejan mis puntos de vista personales. Usé un término coloquial que no es apropiado en ningún contexto, privado o público, y el lenguaje que usé definitivamente no tiene lugar en un foro público, especialmente en televisión en vivo. Me disculpo con aquellos a quienes he ofendido, con nuestros fanáticos y con la organización de los Pacers».[12][13]
- En 2018, el centro de los Denver Nuggets, Nikola Jokić, fue multado con 25 000 dólares por usar la frase en una entrevista posterior al partido.[14]
- En 2023, el jugador de baloncesto Cam Thomas usó la frase en una entrevista posterior al partido. Fue multado con 40 000 dólares por la NBA por usar «lenguaje despectivo y denigrante».[15]
- En 2024, el jugador de la NBA LaMelo Ball fue multado con 100 000 dólares por la NBA después de usar la frase en una entrevista posterior al partido. Tras emitir la multa, la NBA publicó un comunicado que describió el lenguaje de Ball como «ofensivo y despectivo».[16]